# Frédéric Theobald
Pour les articles homonymes, voir Theobald.
Frédéric Theobald (né le 15 décembre 1980) est un ancien coureur cycliste français et l'actuel Président du Comité régional de cyclisme de la Guadeloupe.

## Biographie
En 2020, il est élu Président du Comité régional de cyclisme de la Guadeloupe à la suite du décès de l'ancien Président, Clotaire Boecasse,, et est donc chargé d'organiser le Tour cycliste international de la Guadeloupe chaque année en août.
Il est d'ascendance guadeloupéenne.

## Palmarès
- 2003
  - 1re étape du Tour de Martinique
- 2004
  - 2e étape du Tour de Martinique
- 2005
  - 1re et 2ea étapes du Tour de Guyane
- 2009
  -  Champion des Caraïbes sur route
  - 2ea étape du Tour de Guadeloupe
  - 1re étape du Tour de Guyane
- 2010
  - 2ea étape du Tour de Guyane
  - 3e du Tour de Guyane
  -  Médaillé de bronze du championnat des Caraïbes sur route
- 2013
  -  Champion des Caraïbes sur route
- 2014
  - 1re étape du Tour de Marie-Galante

## Classements mondiaux
| Année            | 2005   | 2006 | 2007   | 2008 |
| ---------------- | ------ | ---- | ------ | ---- |
| UCI America Tour |        |      |        | 370e |
| UCI Europe Tour  | 1 282e |      | 1 351e |      |